# Ontario County
För det före detta countyt i Ontario, se Ontario County, Ontario.
Ontario County är ett administrativt område i delstaten New York, USA, med 107 931 invånare. Den administrativa huvudorten (county seat) är Canandaigua.

## Geografi
Enligt United States Census Bureau har countyt en total area på 1 716 km². 1 669 km² av den arean är land och 47 km² är vatten.

### Angränsande countyn
- Wayne County - nord
- Seneca County - öst
- Yates County - syd
- Steuben County - sydväst
- Livingston County - väst
- Monroe County - nordväst

### Orter
- Canandaigua
- Geneva (delvis i Seneca County)
- Rushville (delvis i Yates County)
- Shortsville